# Krčkoromanski dijalekt
Krčkoromanski dijalekt (krčkoromanski, veljotski, staroveljotski; prema Veglia, talijanskom nazivu za otok Krk), izumrli zapadnoitalski dijalekt dalmatskog, kojim su na otoku Krku govorile skupine stočarskih morlačkih Vlaha. Njegov posljednji govornik bio je Antonio Udina (Tuone Udaina), zvani Burbur, koji je umro 10. lipnja 1898., čime je ovaj jezik nestao. Najbliži živi srodnik mogao bi mu biti istrorumunjski, kojim se danas služi nekoliko stotina Ćiribiraca u području Žejana u Istri. 